# Braúna
Braúna est une municipalité brésilienne de l'État de São Paulo et la Microrégion de Birigüi.

## Démographie
| Évolution de la population (municipalité) | Évolution de la population (municipalité) | Évolution de la population (municipalité) | Évolution de la population (municipalité) |
| Année                                     | Population                                |                                           | %±                                        |
| ----------------------------------------- | ----------------------------------------- | ----------------------------------------- | ----------------------------------------- |
| 1960                                      | 8 704                                     |                                           | —                                         |
| 1970                                      | 5 038                                     |                                           | −42,1%                                    |
| 1980                                      | 4 551                                     |                                           | −9,7%                                     |
| 1991                                      | 4 264                                     |                                           | −6,3%                                     |
| 2000                                      | 4 383                                     |                                           | 2,8%                                      |
| 2010                                      | 5 021                                     |                                           | 14,6%                                     |
| 2022                                      | 5 356                                     |                                           | 6,7%                                      |
| ,                                         |                                           |                                           |                                           |